# 高杨店乡
高杨店乡是中国河南省驻马店市平舆县下辖的一个乡镇级行政单位。

## 行政区划
高杨店乡共辖以下地区：
高杨店村、中高村、新张胡营村、四门代村、洼李村、三所楼村、王庄村、陶楼村、刘寨村、袁庄村、陈刘村、王阁村、金刘村、姚吕庄寨村、老庄村。